# 坂東巳之助 (2代目)
二代目 坂東 巳之助（にだいめ ばんどう みのすけ、1989年〈平成元年〉9月16日 - ）は、歌舞伎役者、日本の俳優。日本舞踊『坂東流』家元。屋号は大和屋。定紋は三ツ大、替紋は花勝見。歌舞伎名跡「坂東巳之助」の当代。本名は守田 光寿（もりた みつひさ）。東京都生まれ。ホリプロ・ブッキング・エージェンシー所属。妻は元タレントの水越彩。身長173cm、体重56kg。

## 人物
五代目坂東八十助（のち十代目坂東三津五郎）と、元宝塚歌劇団雪組&花組男役2番手スターの寿ひずる夫妻の長男（第三子）として誕生。
各種お稽古事は次の通り。 ①日本舞踊：坂東流の坂東愛・十代目坂東三津五郎及び花柳流の花柳基、②長唄三味線：稀音家祐介、③お囃子：藤舎千穂（※2010年当時）。
2006年（平成18年）4月から、本名の守田光寿でZERO clickというアマチュアバンドを結成。ドラムスを担当していたが、2007年（平成19年）3月より、メンバーの大学受験のために活動を休止した。役者や床山と「KBK 48」というバンドも組んでいる。自宅にはドラムセット、ギター10本など持つ。
父・三津五郎によると、家庭環境や稽古の厳しさから役者になることを悩んだ時期もあったが、その後歌舞伎の道に進む決意をした。
若手登竜門として歌舞伎の常連客らに親しまれている『新春浅草歌舞伎公演』の2024年開催が決定時点で興行主・松竹より「今回で一区切り」との話があり、座頭・尾上松也のみではなく、四代目中村歌昇や巳之助ら主な30代メンバー7名の卒業が決定されたので、巳之助は全員が一緒に出演可能な演目をと考え、三津五郎家の家の芸でもある『神楽諷雲井曲毱　通称:どんつく』を選択した。舞台上の賑わいを江戸時代の民衆にとってのエンタメとして、観客にも疑似体験して貰えれば嬉しいとインタビューにて語っている。
最終学歴は堀越高校中退。

## 略歴
- 1991年（平成3年）9月歌舞伎座「八代目坂東三津五郎十七回忌追善」『傀儡師』（かいらいし）の唐子（からこ）にて、初お目見得。
- 1995年（平成7年）11月歌舞伎座『倭仮名在原系図』（蘭平物狂）（らんぺい ものぐるい）の繁蔵と『寿靭猿』（ことぶき うつぼ ざる）の小猿にて、二代目坂東巳之助を襲名し初舞台を踏む。
- 2015年4月、「三津五郎の名前は、今はまだ身の丈に合わない」との本人の意思により、舞踊名も「坂東巳之助」のまま、日本舞踊「坂東流」の家元を継承する[7]。
- 2017年8月29日、婚約を発表[8][9][10]。
- 2018年1月28日、水越彩（サンリオピューロランドの元ダンサー）と結婚[11][12][13]。
- 2018年9月20日、巳之助夫妻の第1子（長男）誕生[14][15][16]。
- 2018年（平成30年）重要無形文化財（総合認定）に認定され、伝統歌舞伎保存会会員となる[17]。
- 2021年7月5日、巳之助夫妻の第2子（次男）誕生[18][19]。
- 2021年（令和3年）8月歌舞伎座『加賀見山再岩藤』「岩藤怪異篇」 新型コロナウイルスに感染した四代目市川猿之助の代役として、6役を務める[20]。

## 受賞歴
- 国立劇場奨励賞
  - 2011年6月、『義経千本桜 四の切』亀井六郎 役など
  - 2012年3月、『一谷嫩軍記』堤軍次 役
- 国立劇場特別賞 - 2018年6月、『歌舞伎鑑賞教室 「歌舞伎のみかた」』解説 役[21]
- 2018年〈平成30年〉、重要無形文化財（総合認定・第十五次）に認定され、伝統歌舞伎保存会会員となる[22]
- 2022年2月、第43回松尾芸能賞 新人賞（演劇）[23][24]

## 出演

### 歌舞伎
- 『神明恵和合取組』（め組の喧嘩）の青山の光吉
- 『彦市ばなし』の天狗の子
- 『初霞空住吉』「活惚」（かっぽれ）の光坊主
- 『怪談牡丹燈籠』（牡丹燈籠）（ぼたん どうろう）の丁稚定吉
- 『神楽諷雲井曲毬』「どんつく」の角兵衛
- スーパー歌舞伎II『ワンピース』のゾロ、ボン・クレー、スクアード
- 東海道中膝栗毛『歌舞伎座捕物帖』の瀬野川伊之助
- 新作歌舞伎『NARUTO』のうずまきナルト

### テレビドラマ
- 月曜ミステリー劇場 湯の町コンサルタント3『琵琶湖真珠殺人事件』（TBS・カノックス、2004年）（父・三津五郎との共演）
- 『椿山課長の七日間』（テレビ朝日、2009年12月19日） - 卓人役
- 『仮面ライダーオーズ/OOO』 第31話・第32話（テレビ朝日、2011年4月24日・5月1日）- 坂田浩介役
- 大河ドラマ『光る君へ』 第1回 - 第4回（NHK、2024年1月7日 - 1月28日） - 円融天皇 役[25]

### バラエティー・教養
- 『心ゆさぶれ！ 先輩ROCK YOU』（日本テレビ 2010年4月-2011年3月） - 準レギュラー[26]
- 知られざる物語 京都1200年の旅（BS朝日） - 旅人
- 極上空間（BS朝日 2014年11月22日） - 二代目 尾上松也と共演
- 世界の街道をゆく（テレビ朝日 2015年5月1日 - 2021年12月28日[27]） - ナレーション（同年2月27日放送分まで父・三津五郎が担当）
- ネプリーグ (フジテレビ 2020年10月12日) 若手歌舞伎役者チームとしてA.B.C-Zチームと対戦
- にっぽんの芸能「蔵出し！名舞台 歌舞伎の求道者・十世坂東三津五郎」（2021年9月24日、NHK Eテレ）[28]

### 映画
- 『桜田門外ノ変』（「桜田門外ノ変」製作委員会・東映、2010年） - 有村次左衛門 役[3][29]
- 『清須会議』（フジテレビジョン・東宝、2013年） - 織田信孝 役[29]
- 『東京喰種トーキョーグール』（松竹、2017年、萩原健太郎監督） - ウタ 役[30]
- 『東京喰種 トーキョーグール【S】』（2019年、松竹） - ウタ 役[31]
- 『燃えよ剣』（2021年10月15日[32]、東宝・アスミックエース） - 孝明天皇 役[33]
- 『朽ちないサクラ』（2024年6月21日、カルチュア・パブリッシャーズ） - 辺見学 役[34]

### 舞台
- 『HUNTER×HUNTER』THE STAGE 3（2025年5月17日 - 25日、天王洲 銀河劇場 / 6月7日 - 15日、SkyシアターMBS） - ゲンスルー 役[35]